# Адріан Ембарба
Адріан Ембарба (ісп. Adrián Embarba, нар. 7 травня 1992, Мадрид) — іспанський футболіст, півзахисник клубу «Альмерія».

## Ігрова кар'єра
Народився 7 травня 1992 року в місті Мадрид. Вихованець юнацьких команд футбольних клубів «Реал Мадрид» та «Алькала».
У дорослому футболі дебютував 2011 року виступами за команду «Марчамало», в якій провів один сезон.
Наступними командами в ігровій кар'єрі футболіста були «Карабанчель» та «Райо Вальєкано».
2020 року приєднався до «Еспаньйола».